# Тюжера-Сен-Морис
Тюжера́-Сен-Мори́с (фр. Tugéras-Saint-Maurice) — коммуна во Франции, находится в регионе Пуату — Шаранта. Департамент коммуны — Шаранта Приморская. Входит в состав кантона Монтандр. Округ коммуны — Жонзак.
Код INSEE коммуны — 17454.

## Население
Население коммуны на 2010 год составляло 360 человек.
| 1962 | 1968 | 1975 | 1982 | 1990 | 1999 | 2010 |
| ---- | ---- | ---- | ---- | ---- | ---- | ---- |
| 414  | 358  | 297  | 333  | 314  | 291  | 360  |